# Carima Louami
Carima Louami (née le 12 mai 1979 à Tourcoing) est une athlète française, spécialiste du sprint. Elle mesure 1,65 m pour 50 kg. Son club est l'US Tourcoing.

## Palmarès

### Championnats du monde d'athlétisme
- Championnats du monde d'athlétisme de 2007 à Osaka ( Japon)
  - éliminée en série sur 100 m
  - éliminée en demi-finale du relais 4 × 100 m
- 2 fois seconde en Coupe d'Europe sur 4 × 100 m (2006 et 2007)

## Meilleurs temps
- 60 m en salle : 7 s 34 	1res2 	(NC)	Aubière	17 fév 2007
- 100 m : 11 s 38 	(+0,5) 	1rer1 	Résisprint	La Chaux-de-Fonds 12 août 2007
- 200 m : 23 s 81 	 (-2,9) 	2e Arras	15 Jul 2007